# Daniel Schwaab
Daniel Schwaab (Waldkirch, 23 de agosto de 1988) é um ex-futebolista alemão que atua como zagueiro.

## Títulos
PSV Eindhoven
- Supercopa dos Países Baixos: 2016
- Campeonato Neerlandês: 2017–18

Seleção Alemã
- Campeonato Europeu Sub-21: 2009

### Prêmios individuais
- Equipe ideal da Eredivisie: 2017–18